# Жанирци долазе (ТВ филм)
„Жанирци долазе” је југословенски ТВ филм из 1988. године који је режирао Мирослав Микуљан.

## Улоге
| Глумац                | Улога |
| --------------------- | ----- |
| Слободан Димитријевић |       |
| Славица Фила          |       |
| Нада Гачешић          |       |
| Гордан Пицуљан        |       |
| Жарко Савић           |       |